# Biciklizam na Mediteranskim igrama 2013.
Biciklizam na Mediteranskim igrama 2013. održavao se od 21. do 23. lipnja. Utrke su se održavale na Aveniji Adnana Menderese. Iako je bilo planirano da sudjeluju i žene to je otkazano zbog malog broja prijavljenih, te su se vozile dvije muške utrke.

## Osvajači odličja
| Disciplina              | Zlato                   | Srebro                       | Bronca                   |
| Muškarci cestovna utrka | Nicola Ruffoni Italija  | Christophe Laporte Francuska | Abdelbasat Hanachi Alžir |
| Muškarci kronometar     | Yoann Paillot Francuska | Luis Mas Bonet Španjolska    | Rasim Reis Turska        |